# Neaufles-Auvergny

Neaufles-Auvergny este o comună în departamentul Eure, Franța. În 1 ianuarie 2022 avea o populație de 413 de locuitori.